# كربوهيدراز
كربوهيدراز (الاسم العلمي: Carbohydrase) هو إنزيم  يحفز انهيار الكربوهيدرات إلى سكريات بسيطة.

## العمل
يعمل الكربوهيدراز على الكربوهيدرات التي هي مصنوعة من من عناصر  الكربون، الهيدروجين والأكسجين.وبعد رد الفعل  لهذا الأنزيم يتم ترتيب هذه العناصر في حلقات، حيث 1 حلقة  الأولى تضم أحادي السكاريد، والحلقة الثانية هي ثنائيات السكاريد، وباقي الحلقات تضم  السكريات .  وهناك نوعان رئيسيان من الأنزيمات لتسريع التفاعلات هي: هدم الأنزيمات التي تحلل جزيئات؛ ابتناء الأنزيمات التي تتراكم على جزيء من جزيئات أصغر.

## الكربوهيدرات
الكربوهيدرات + ماء (مع كربوهيدراز انزيم ) -> السكريات البسيطة (مثل السكر)
مثال:
مالتاز يقلل المالتوز إلى الغلوكوز : C12H22O11 + H2O --> 2C6H12O6

المالتوز + الماء -> α- الجلوكوز